# United States Army Reserve Aviation Command
Lo United States Army Reserve Aviation Command (ARAC) è un comando  della United States Army Reserve Command responsabile delle sue unità d'Aviazione. Il suo quartier generale è situato presso Fort Knox, Kentucky.

## Equipaggiamento
Al 2022, L'ARAC dispone dei seguenti velivoli
- 27 CH-47F Chinook
- 112 UH-60L Blackhawk
- 29 HH-60M Blackhawk MEDEVAC
- 16 C-12 Huron
- 9 UC-35
- 70 UAV Raven B

## Organizzazione
- 11th Expeditionary Combat Aviation Brigade, Fort Carson, Colorado
  -  Headquarters & Headquarters Company
  -  1st Battalion, 158th Aviation Regiment (Air Assault), Conroe, Texas - Equipaggiato con 30 UH-60L 
  -  6th Battalion, 52nd Aviation Regiment (Theater), Los Alamitos, California
    -  Headquarters & Headquarters Company
    -  Company A, Fort Worth, Texas - Equipaggiato con 4 C-12F Huron 
    -  Company B (-), Los Alamitos, California - Equipaggiato con 2 C-12F Huron 
      - Detachment, Fort Rucker, Alabama - Equipaggiato con 2 C-12F Huron 

    -  Company C, Fort Knox, Kentucky - Equipaggiato con 4 C-12F Huron 

  -  7th Battalion, 158th Aviation Regiment (General Support), Base Fort Hood, Texas
    -  Headquarters & Headquarters Company
    -  Company A  (CAC) - Equipaggiata con 8 UH-60L 
    -  Company B  (Heavy Lift), Olathe, Kansas - Equipaggiata con 9 CH-47F 
    -  Company C  (MEDEVAC), Fort Carson, Colorado - Equipaggiata con 15 HH-60M e UH-60L 
    -  Company D (AVUM)
    -  Company E (Forward Support)
    -  Company F  (ATS)
    -  Company G  (MEDEVAC), Los Alamitos, California - Equipaggiata con 15 HH-60M e UH-60L 

  -  90th Aviation Support Battalion, Fort Worth, Texas
- 244th Expeditionary Combat Aviation Brigade, Joint Base McGuire-Dix-Lakehurst, New Jersey
  -  Headquarters & Headquarters Company
  -  5th Battalion, 159th Aviation Regiment (General Support), Joint Base Langley-Eustis, Virginia
    -  Headquarters & Headquarters Company
    -  Company A  (CAC), Clearwater, Florida - Equipaggiata con 8 UH-60L 
    -  Company B  (Heavy Lift), Joint Base Langley-Eustis, Virginia - Equipaggiata con 9 CH-47F 
    -  Company C  (MEDEVAC), Fort Knox, Kentucky - Equipaggiata con 15 HH-60M e UH-60L 
    -  Company D (AVUM)
    -  Company E (Forward Support)
    -  Company F  (ATS), Fort Knox, Kentucky
    -  Company G  (MEDEVAC), Clearwater, Florida - Equipaggiata con 15 HH-60M e UH-60L 

  -  8th Battalion, 229th Aviation Regiment (Air Assault), Fort Knox, Kentucky - Equipaggiato con 30 UH-60L 
  -  2nd Battalion, 228th Aviation Regiment (Theater), Joint Base McGuire-Dix-Lakehurst, New Jersey
    -  Headquarters & Headquarters Company
    -  Company A - Equipaggiata con 4 C-12F Huron 
    -  Company B,  JET DET, Dobbins Air Reserve Base, Georgia - Equipaggiata con 5 UC-35
    -  Company C, Fort Bragg, Carolina del Nord - Equipaggiata con 4 UC-35
- Company A (CAC), 2nd Battalion, 135th Aviation Regiment (General Support) - Fort Bragg, Carolina del Nord - Equipaggiata con 8 UH-60L
- Company F (Heavy Lift), 2nd Battalion, 135th Aviation Regiment (General Support) - Fort Lewis, Washington - Equipaggiata con 9 CH-47F 
  - Detachment 6, Company D (AVUM), 2nd Battalion, 135th Aviation Regiment (General Support)
  - Detachment 6, Company E (Forward Support), 2nd Battalion, 135th Aviation Regiment (General Support)